# Finanzamt Alzey

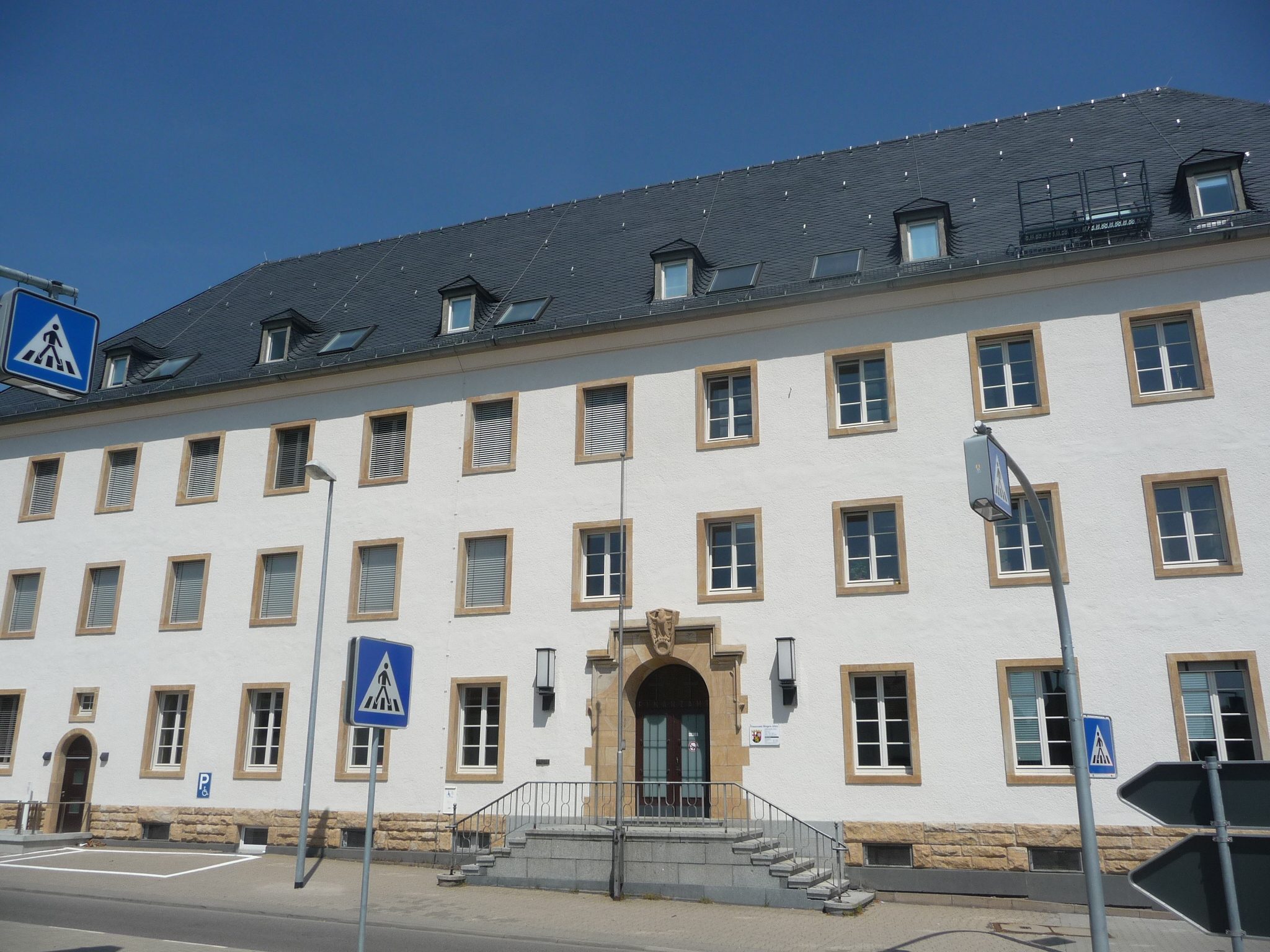
Dienstgebäude des Finanzamts Bingen-Alzey in Alzey

Das Finanzamt Alzey ist ein Gebäude in Alzey. Es steht als Kulturdenkmal unter Denkmalschutz.
Mit der Erzbergerschen Reform wurden 1920 reichseinheitlich Finanzämter geschaffen. Für den Landkreis Alzey war dies das Finanzamt Bingen. Es hatte seinen Sitz ursprünglich im Südflügel des Alzeyer Schlosses.
Aufgrund der Absicht der Reichsfinanzverwaltung, die Finanzbehörden in reichseigenen Gebäuden unterzubringen, wurde die Erstellung eines neuen Finanzamtsgebäudes in Alzey geplant. Aber erst durch Erlass vom 24. Januar 35 hatte der Reichsminister der Finanzen den Neubau genehmigt. Ende August 1936 war das Gebäude in der Römerstraße 33 bezugsfertig. Es handelt sich um einen vierzehnachsigen dreigeschossigen Walmdachbau. Teilweise besteht noch die bauzeitliche Ausstattung. Das stadtbildprägende Gebäude steht unter Denkmalschutz.
Zum 1. Januar 2003 wurden die Finanzämter Bingen und Alzey zum Finanzamt Bingen-Alzey fusioniert. Heute dient das Gebäude diesem Finanzamt als Nebenstelle.